# Alexander Dubček
Alexander Dubček (Zayugróc, 1921. november 27. – Prága, 1992. november 7.) szlovák kommunista politikus, rövid ideig Csehszlovákia vezetője (1968–1969), a prágai tavasz kulcsfigurája.

## Pályafutása
1951–1955, 1960–1968 és 1969–1970 között a szövetségi parlament tagja, illetve szóvivője, és 1964–1970 között a szlovák parlament tagja.
1955 és 1969 között a Szlovák Kommunista Párt tagja; 1962-től az elnökség tagja, 1963-tól a Központi Bizottság első titkára. 1968-ban a prágai tavasz alatt leváltják posztjából, és 1970-ben kizárják a pártból. 1958–1969 a Csehszlovákia Kommunista Pártja tagja; 1960–1962 között titkára, 1962-től az elnökség tagja; 1968-tól első titkára. 1969–1970 nagykövet volt Törökországban.
1989–1992 között a VPN párt (Verejnosť proti násiliu – Nyilvánosság az erőszak ellen) tagja és ugyanekkor a szövetségi parlament tagja. 1992-ben rövid ideig az SSDS párt (Sociálnodemokratická strana Slovenska – Szlovákia szociáldemokrata pártja) vezetője.

## Élete
Zayugrócon született, és Kirgizisztánban nőtt fel. Az apja az első világháború alatt Clevelandből költözött Európába, mert pacifista okokból nem akart az amerikai hadseregben szolgálni. A nagy válság idején a család a Szovjetunióba költözött. 1938-ban visszaköltöztek Csehszlovákiába és Dubček belépett a Szlovák Kommunista Pártba. A náci korszakban Dubček az ellenállásban harcolt.
1955-ben tagja lett a párt központi bizottságának és Moszkvába küldték tanulni, ahonnan 1958-ban tért vissza. 1962-re már a Csehszlovák Kommunista Párt Központi Bizottságának teljes jogú tagjává vált.

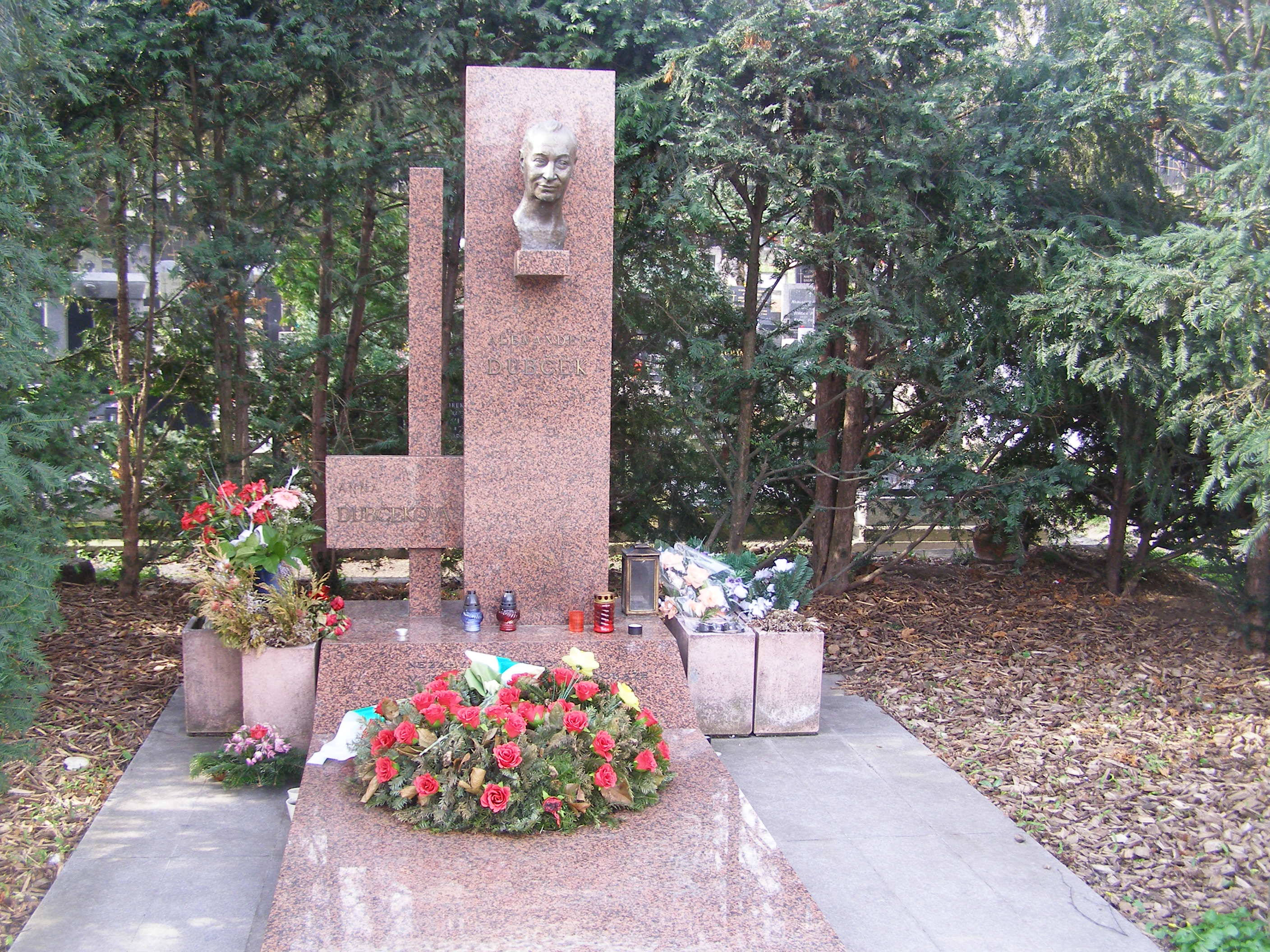
Alexander Dubček síremléke Pozsonyban

Az 1960-as évek kommunizmusában a csehszlovák gazdaság súlyos válságban volt. A prágai központi irányítás csalódást okozott a helyi kommunistáknak, miközben a desztálinizációs program további nyugtalanságot okozott. 1967 októberében néhány reformer, köztük a legjelentősebb Ota Šik, akcióba lépett, és a Központi Bizottság ülésén megtámadták Antonín Novotný első titkárt. Novotnýnak nem sikerült támogatást szereznie sem kommunista társaitól, sem Moszkvától, így lemondásra kényszerült. Így lett Dubček az új első titkár 1968. január 5-én. Az 1968 márciusától augusztusig tartó időszakot prágai tavasznak nevezik; ebben az időszakban Dubček megpróbálta a kormányzás liberalizálását és az "emberarcú szocializmus" megteremtését.
Dubček megpróbálta biztosítani a szovjeteket, hogy ő továbbra is baráti viszonyban van Moszkvával, azzal érvelve, hogy a reformokat belügynek kell tekinteni. A prágai tavasznak 1968. augusztus 21-én lett vége, amikor a szovjet erők bevonultak Prágába. Mielőtt egy katonai repülőgépen a padlóhoz láncolva Moszkvába szállították volna, Dubček arra szólította fel a népet, hogy ne álljanak ellen. Miután kényszerűen engedtek a szovjet követeléseknek, augusztus 27-én Dubčeket és néhány más reformert visszaszállították Prágába. Rövid ideig Dubček megtarthatta első titkári pozícióját, de az 1969-es "jégkorong-zavargások" és az azt követő krízis nyomán lemondott. 1969–1970-ben törökországi nagykövetté nevezték ki, abban a reményben, hogy Nyugatra szökik (de ezt nem tette meg), majd 1970-ben kizárták a pártból.
1989-ben a bársonyos forradalom alatt a Václav Havel által vezetett civil fórumot támogatta. 1989. december 28-án megválasztották a szövetségi nemzetgyűlés elnökének, majd 1990-ben újraválasztották.
1992. november 7-én halt meg, egy néhány héttel korábban történt autóbalesetben elszenvedett sérülései következtében. A pozsonyi Csalogányvölgyben (Slávičie Údolie) temették el.
Dubček élete legnagyobb részében Csehország és Szlovákia uniója mellett volt.

## Művei magyarul
- Biztosítjuk a vegyi ipar gyors fejlődését a harmadik ötéves tervben. Alexander Dubček beszámolója a CSKP KB 1960. december 7.-i ülésén; SZLKP, Bratislava 1961
- Dubček megszólal. Tankokkal a tavasz ellen. A szenzációs maratoni tévé-interjú teljes, csonkítatlan szövege Sugár András helyszíni riportjával, a nemzetközi polémia krónikájával; szerzői, Bp., 1989